# ビショップ山田
ビショップ山田（ - やまだ、別名義：山田 一平、1948年2月17日 - ）は、日本の舞踏家、演出家、振付家。

## 来歴・人物
1948年東京都に生まれる。1968年(昭和43年)から1970年(昭和45年)まで舞踏家の土方巽のもとで土方巽の作品にダンサーとして出演する。
1972年（昭和47年）麿赤兒らとともに舞踏集団・大駱駝艦を結成する。
1974年大駱駝艦を脱退し東北出羽山麓に活動拠点を移す。山形県鶴岡市稲生町番田壱拾番地四拾八号に北方舞踏派の稽古場として舞踏塾グランカメリオを開く。稽古場は古い倉庫を三ヶ月かけて自分たちで改造したものだった。1975年(昭和50年)北方舞踏派結成記念公演として『塩首』を同地にて上演、客演として土方巽、麿赤兒、芦川羊子、玉野黄一らが出演する。
1976年6月北海道小樽市にシアター海猫屋を開く。
1977年（昭和52年）北方舞踏派を母胎とした女性舞踏団 鈴蘭党を結成する。
1998年ウクライナ キエフのウクライナ国立歌劇場(タラス・シェフチェンコ記念ウクライナ国立歌劇場)にて『暗黒の翼』を上演する。

## 作品リスト

### 舞台
- 『燔犠大踏鑑』 1969年 西武デパート ファウンテンホール
- 『骨餓身峠死人葛』 1970年 新宿アートシアター (原作 野坂昭如、演出 江田和雄)[5]
- 『大駱駝艦・天賦典式　DANCE桃杏マシン。イ長調艶舞曲ババル』 1972年9月 牛込公会堂 (大駱駝艦 旗揚げ公演)[6][7]
- 『大駱駝艦・天賦典式　金魂鳥亜レシアン島八咫』 1973年5月 九段会館[8][7]
- 『静かな家』 1973年 西武劇場杮落とし公演 作: 土方巽　(ダンサーとして出演)
- 『大駱駝艦・天賦典式　陽物神譚』 1973年10月 日本青年館ホール [9][7]
- 『大駱駝艦・天賦典式　男肉物語』 1974年10月 日本青年館ホール
- 『ビショップ山田舞踏会 - 飛蝗王』 1975年4月
- 『飛蝗王 - フラノ氏の踵』 1975年4月 秋田労働会館
- 『飛蝗王 - 帽子学』 1975年5月 山形県医師会館ホール
- 『飛蝗王 - 男肉饅頭』 1975年6月 札幌大谷ホール
- 『畜生船』 1975年7月 盛岡教育会館ホール
- 『ロンマル弾』 1975年7月 岩手教育会館
- 『塩首』 1975年 山形県鶴岡市 北方舞踏派稽古場 (舞踏塾グランカメリオ)[10]
- 『酢爪坂 -闇の手本-』 1976年 山形県鶴岡文化会館、札幌自治会館ホール[11][10]
- 『それで世界は終わらない』 1977年4月 小樽 海猫屋
- 『七面の館』 1977年6月 小樽 富士館
- 『魚の臭いのする王女 - 十五夜考 -』 1977年10月 小樽 海猫屋、帯広福祉センター、札幌ヤマハホール[10]
- 『ホッケ考』 鈴蘭党 1978年6月 札幌ヤマハホール
- 『なつかしの七月』 1978年11月 小樽 富士館 客演:麿赤兒+大駱駝艦
- 『夏至の眼』 1979年6月 京大西部講堂
- 『小屋男1』 1980年4月 北方舞踏派小樽稽古場(魚藍館)
- 『余がむざねに雫りし銀鈴』 1980年6月 北方舞踏派小樽稽古場(魚藍館) 客演:麿赤兒+大駱駝艦、大須賀勇+東方夜総会
- 『陽車』 1980年7月 北方舞踏派小樽稽古場(魚藍館)
- 『どんこ姫』 1980年10月 北方舞踏派小樽稽古場(魚藍館) (熊谷日和 追悼公演)、1981年6月 気仙沼市民会館
- 『なにもない人』 1981年8月 北方舞踏派小樽稽古場
- 『舞ひみぞれ』 1981年11月 豊玉伽藍
- 『小屋男2』 1981年12月 豊玉伽藍
- 『月下の畝』 1982年10月 札幌道新ホール
- 『弱肉卿』 1983年
- 『鷹ざしき』 1984年 草月会館ホール
- 『神鷹の方へ』 1986年1月21日、12月 札幌サンプラザホール
- 『阿部家に極楽鳥を贈る』 1988年 アートボックスホール
- 『蝦夷面』 1989年 西武スタジオ200、山形県上山市古屋敷村民家
- 『蝦夷面』 1991年 渋谷ジャンジャン、沖縄ジャンジャン、サンフランシスコTheater Of Yugen杮落とし公演、UCLA
- 『サロメ』 1993年 タイニイアリス 作・演出 郡司正勝 ヨハネ役で出演
- 『マイルスと真赤な座布団』 1995年2月 シアターサンモール
- 第5回 MAMU Butoh Festival(ドイツ) 1996年
- 『MIGRATION/月と蹄』 1997年 MAMU Dance Theater 演出・振付
- 『暗黒の翼』 1998年1月 ウクライナ国立歌劇場
- 『オデットに夜の扉を』 1998年8月 東京芸術劇場中ホール (キエフ・バレエ団との共演)
- 『ラスコー壁画の前で』 2018年10月20日　上福沢舞踏宿 ソコミ (ソコミ一周年記念 内覧舞踏會)
- 『井の部屋の恍惚に向かって』 2020年10月24日、25日　土方巽・中西夏之メモリアル猿橋倉庫
- 『静かに　こぼれ出す　胎児からの涙　- 洞窟考 - 』 2022年10月29日、30日　 土方巽・中西夏之メモリアル猿橋倉庫

### 映画
- 温泉ポン引女中 (1969年 監督: 荒井美三雄)[12]
- 江戸川乱歩全集 恐怖奇形人間 (1969年 原作: 江戸川乱歩、監督: 石井輝男)[13]
- 陽物神譚 (1975年 原作: 渋沢龍彦、監督: 鈴村靖爾)[14]

### 書籍
- 『ダンサー』(太田出版、1992年11月) ISBN 4-87233-088-9

### 関連人物・団体
- 土方巽
- 石井満隆
- 麿赤兒
- 室伏鴻
- 雪雄子
- 上原木呂
- 中西夏之
- YAS-KAZ
- 大駱駝艦
- 北方舞踏派
- 鈴蘭党
- 海猫屋
- タラス・シェフチェンコ記念 ウクライナ国立バレエ
- Butoh Centrum MAMU
- タイニイアリス